# 國家工藝成就獎
國家工藝成就獎源於1992年，由行政院文化建設委員會舉辦，最初名稱為民族工藝獎，是以工藝創作作品競賽之獎項，項目包含編織類、雕刻類、陶瓷類、金屬類及其他類，共計五個大類。2007年開始改以表揚工藝工作之貢獻者為主要對象，並正式更名為國家工藝成就獎。

## 歷史沿革
行政院文化建設委員會自1992年起設置「民族工藝獎」，以工藝創作為競賽項目，鼓勵臺灣傳統工藝美術「從傳統中創新」，延續其文化面貌，並透過此獎項肯定工藝創作者。1997年轉由國立傳統藝術中心籌備處辦理。2000年因行政院組織改造，改由國立臺灣工藝研究所辦理，歷經更名、獎項合併、頒發對象變更等歷程後，定名為「國家工藝成就獎」，至今已頒給15位工藝創作者。

### 文建會時期
- 1992年至1996年由行政院文化建設委員會（中華民國文化部前身）舉辦，獎項名稱為「民族工藝獎」，獎勵傳統工藝作品，採推薦方式，總計114件作品獲獎，得獎工藝家79人[1]。

- 1997年至1999年由國立傳統藝術中心籌備處辦理，改名為「傳統工藝獎」[4]。

- 2000年至2006年由國立臺灣工藝研究發展中心之前身臺灣工藝研究所辦理，並更名為「國家工藝獎」。
- 2007年與臺灣工藝設計競賽合併成為臺灣工藝競賽，分為「傳統技藝」及「創新設計」兩組。原「國家工藝獎」更名為「國家工藝成就獎」改以表彰工藝工作者之貢獻為對象。

### 文化部時期
- 2012年根據「文化部暨所屬機關獎項整併專案報告會議紀錄」更名為「工藝成就獎」。
- 2017年根據文化部「工藝與傳藝相關競賽、獎項及認證辦理方式研商會議會議紀錄」恢復名稱為「國家工藝成就獎」。[3]

## 歷屆得獎者
| 年份 | 得獎者 | 工藝類別 | 備註           |
| 2007 | 王清霜 | 漆藝     | 國家工藝成就獎 |
| 2008 | 黃塗山 | 竹編     | 國家工藝成就獎 |
| 2009 | 施鎮洋 | 木雕     | 國家工藝成就獎 |
| 2010 | 蘇世雄 | 陶藝     | 國家工藝成就獎 |
| 2011 | 蔡榮祐 | 陶藝     | 國家工藝成就獎 |
| 2012 | 陳萬能 | 錫藝     | 工藝成就獎     |
| 2013 | 李榮烈 | 竹編     | 工藝成就獎     |
| 2014 | 施至輝 | 粧佛     | 工藝成就獎     |
| 2015 | 張繼陶 | 陶藝     | 工藝成就獎     |
| 2016 | 林添福 | 陶藝     | 工藝成就獎     |
| 2017 | 張憲平 | 竹籐編   | 國家工藝成就獎 |
| 2018 | 孫超   | 陶藝     | 國家工藝成就獎 |
| 2019 | 葉經義 | 木雕     | 國家工藝成就獎 |
| 2020 | 陳啟村 | 木雕     | 國家工藝成就獎 |
| 2021 | 陳三火 | 剪黏     | 國家工藝成就獎 |
| 2022 | 李秉圭 | 木雕     | 國家工藝成就獎 |
| 2023 | 粘碧華 | 刺繡     | 國家工藝成就獎 |
| 2024 | 陳景林 | 纖維     | 國家工藝成就獎 |